# Schloss Rauschendorf

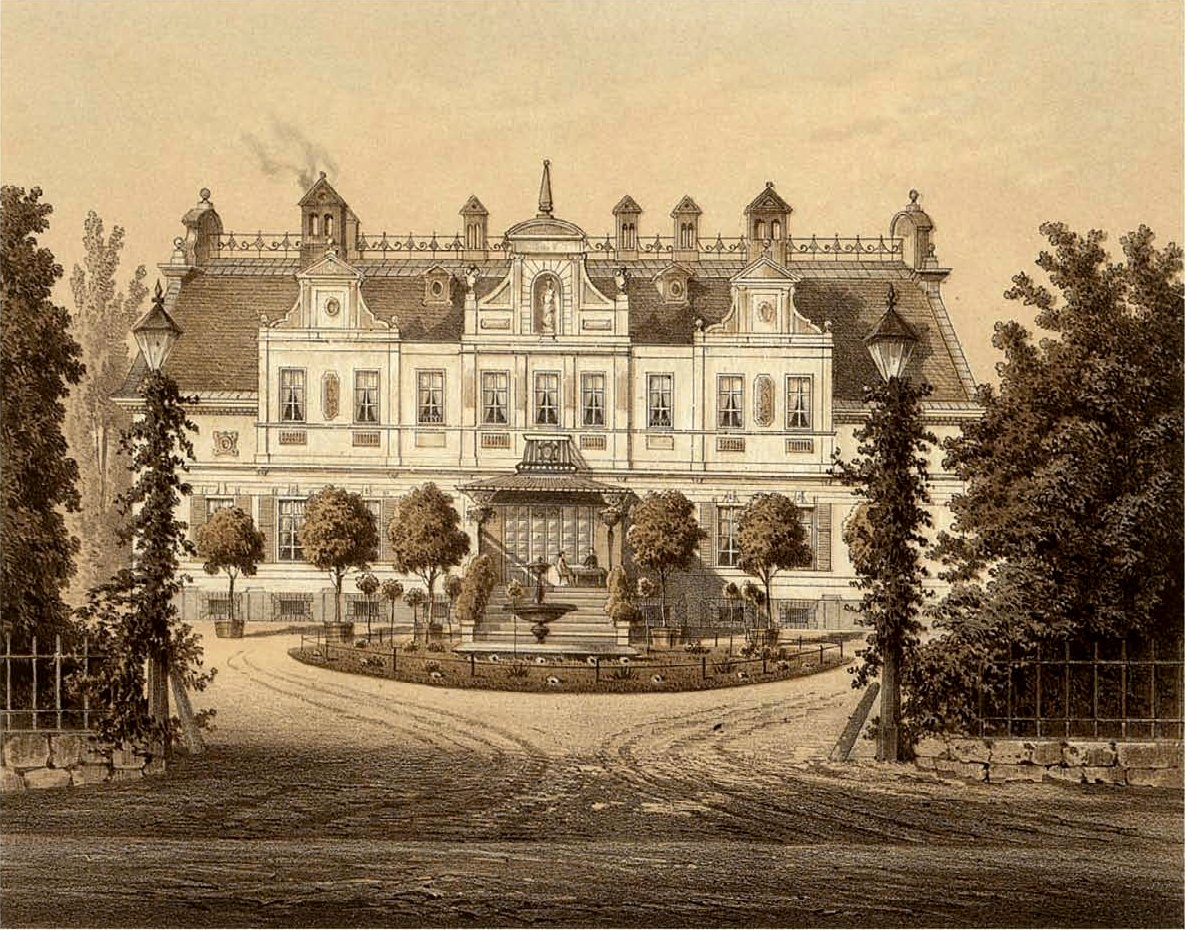
Schloss Rauschendorf um 1860, Sammlung Alexander Duncker

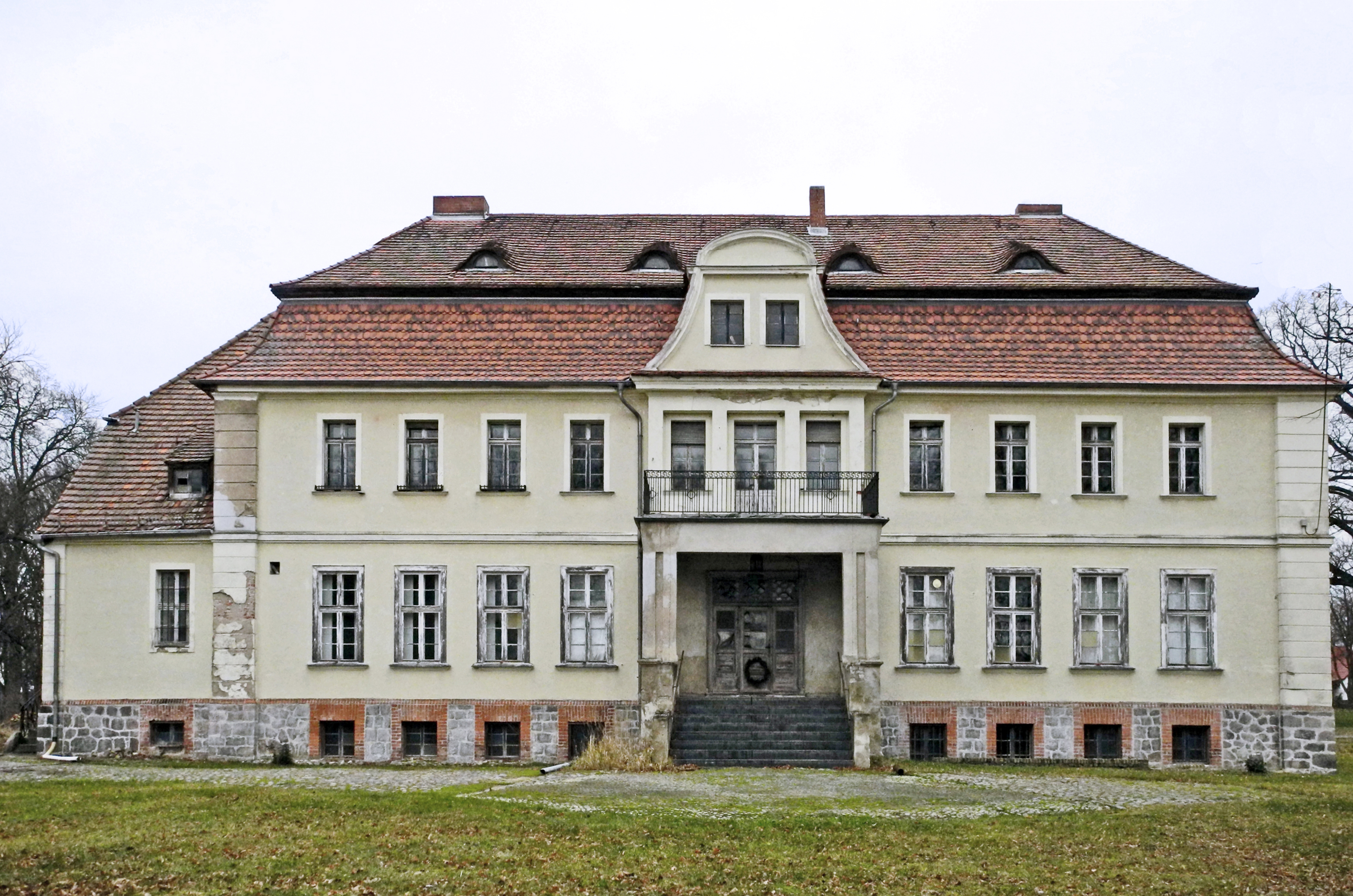
Schloss Rauschendorf

Schloss Rauschendorf ist ein Herrenhaus in Rauschendorf im Norden des Landes Brandenburg. Es wurde 1723 für Graf Hermann von Wartensleben erbaut, im 19. Jahrhundert im Stil der Neorenaissance überformt und 1921 durch einen Brand zerstört. 1923 erfolgte der Wiederaufbau als zweigeschossiges Barockschloss für Ernst von Beyme.

## Geschichte
Das Rauschendorfer Herrenhaus geht auf einen Rittersitz zurück, der nach 1220 von Gebhard von Arnstein, (später Graf von Lindow-Ruppin) zur Absicherung seines Landbesitzes eingerichtet wurde. Nach dem Tod des letzten Grafen von Lindow 1524 fielen der Rittersitz und die dazugehörende Feldmark an den Kurfürsten Joachim von Brandenburg. 1581 gelangte er dann durch Tausch in den Besitz der Familie von der Groeben.
1723 heiratete Dorothea von der Groeben Graf Hermann von Wartensleben, den Sohn des Generals und Ministers Alexander Hermann von Wartensleben, dadurch kam Rauschendorf in den Besitz der Grafen von Wartensleben, zusammen mit Schönermark; um 1735 erbte Dorothea auch Baumgarten und Meseberg, wo sie und ihr Mann das heutige Schloss errichten ließen.
Etwa in diese Zeit fällt der Bau des Schlosses Rauschendorf. Es handelte sich dabei um einen einstöckigen, elfachsigen Putzbau mit Mezzaningeschoss und schlichter Fassadengestaltung. Entsprechende Spuren im Kellergeschoss und Fundamentreste im Umfeld des heutigen Schlosses zeigen, dass die Grundmauern des alten Rittersitzes einbezogen wurden.
Um 1737 begann Graf Wartensleben mit dem Bau des Schlosses in Meseberg, in dessen Schatten das Schloss in Rauschendorf fortan stehen sollte. Das Schloss in Rauschendorf mit dem dazugehörenden Gut verkauften die Töchter des Hermann von Wartensleben 1774 an Prinz Heinrich in Rheinsberg, der es zusammen mit einem Güterkomplex seinem Günstling Major von Kaphengst zum Geschenk machte. Infolge einer immer größer werdenden Schuldenlast musste von Kaphengst zwei Jahre vor seinem Tod 1798 das Rauschendorfer Gut an den Grafen Blumenthal verkaufen.
1810 wechselten Gut und Schloss Rauschendorf erneut den Besitzer. Von Blumenthal verkaufte es an J. F. C. von Rieck. Rieck, der später zum Baron erhoben wurde, lebte bis etwa 1856 im Schloss und nutzte es als Ruhesitz. 1832 ließ er das Inspektorenhaus errichten. Um 1856 verkaufte von Rieck Gut und Schloss an den Brauereibesitzer C. F. Kluge aus Berlin.
Dieser ließ das einstöckige Haus etwa 1860 von La Pierre durch einen weitgehenden Ausbau des Dachs aufstocken, Fassade und Giebel erhielten dekorative Schmuckelemente im Neorenaissance-Stil. Die Abbildung im Werk von Alexander Duncker zeigt das Schloss nach diesem Umbau.
1875 erwarb der Brauereibesitzer Albert Heinrich Bolle (1833–1909) das Rauschendorfer Rittergut. Er stammte aus einer wohlhabenden Berliner Familie und war Bruder des Zoologen und Naturforschers Carl August Bolle. In dieser Zeit wurden im Park viele exotische Bäume gepflanzt. Das Schloss bekam auf der Westseite eine Erweiterung in Form eines Wintergartens mit darüberliegendem Balkon, und die Terrasse auf der Nordseite wurde mit einem Glasdach überbaut. Im Jahr 1907 taucht Robert Ollendorf als neuer Besitzer im Güteradressbuch für Brandenburg auf, doch nur zwei Jahre später erwarb Ernst von Beyme Gut und Schloss. Nach einem Großbrand im Schloss am 30. Januar 1922 wurde auf den Grundmauern des alten Schlosses der heute noch existierende Bau nach Planung des Berliner Architekten Ernst Paulus errichtet.

### Wiederaufbau
Der Wiederaufbau des Schlosses orientierte sich streng an den landestypischen, barocken Herrenhäusern, es fanden keine modernen Strömungen Eingang in die Gestaltung, Bezüge zur zeitgenössischen Villenarchitektur des Bürgertums wurden ebenso vermieden. Eine Besonderheit stellen die mit Kreuzgewölben versehenen Flure dar. Im Erdgeschoss wurden unterschiedliche Eichenparkette verlegt, die Putzrahmungen der Decken sind ebenfalls unterschiedlich und schlicht.
In Anlehnung an den Vorgängerbau wurde auf der Eingangsseite die elfachsige Fassadengliederung beibehalten. Einem schmalen, dreiachsigen Mittelrisalit wurde ein auf zwei Doppelsäulen ruhender Altan vorgesetzt. Den Abschluss des Mittelrisalits bildet im Dachgeschoss ein der Formensprache der Renaissance entlehnter Glockengiebel. Die nüchterne Gestaltung der Eingangsfassade besteht aus einem Horizontalgesims und zwei gebänderten Putzpilastern bzw. Lisenen.
Auf der Gartenseite findet sich eine neunachsige Gliederung mit breitem Mittelrisalit, bei dem durch die Gestaltung mit Rundbogenfenstern ein klassizistisches Architekturmotiv verwendet wurde und der durch seine Gestaltung an die Gartenseite des Meseberger Schlosses erinnert. Der schlichte Schmuck der Eingangsseite findet hier mit vier gebänderten Putzpilastern und dem Horizontalgesims zwischen Erd- und Obergeschoss seine Fortsetzung.
Angeblich hatte während der Zeit des Nationalsozialismus Hermann Göring kurzzeitig ein Auge auf das Schloss geworfen – Göring suchte nach „enteignungsfähigen“ Gütern, die er Landbesitzern in der Schorfheide im Tausch oder als Entschädigung für dortige Enteignungen im räumlichen Zusammenhang mit seinem Jagdsitz Karinhall anbieten konnte. Statt Rauschendorf wurde dann ca. 1943 der Besitzer von Schloss Meseberg enteignet. Nach den schweren Bombenangriffen auf Berlin wurde die Schweizerische Botschaft im Rauschendorfer Schloss einquartiert. Nachdem die Familie Richtung Westen geflohen bzw. im Felde war, blieb nur die Witwe Ernst von Beymes, Mathilde von Beyme, in Rauschendorf. Nach vergeblichen Versuchen, der Familie Gut und Schloss zu retten, wurde sie im September 1945 enteignet.
Aufgrund der vielen Flüchtlinge, die im Schloss Unterkunft gefunden hatten, wurde es entgegen dem Befehl der sowjetischen Besatzungsmacht nicht abgerissen. Während der DDR-Zeit war das Haus Gemeindezentrum mit Kindertagesstätte, Poststelle, dem Friseur, kirchlich genutzten Räumen und einer Dorfkneipe sowie Wohnungen.
Nach 1990 im Gemeindebesitz befindlich, kam das Schloss 2007 wieder in Privatbesitz. Die zukünftige Nutzung sieht unter anderem Yoga- und Schauspielseminare vor.

### Besitzer
Die Eigentümer des Schlosses wechselten im Laufe der Jahrhunderte mehrfach. In chronologischer Reihenfolge waren dies:
- 1723–1774: Graf von Wartensleben bez. Erben
- 1774–1775: Prinz Heinrich von Preußen
- 1775–1798: Christian Ludwig von Kaphengst (siehe auch: Schloss Meseberg)
- 1798–1810: Graf von Blumenthal
- 1810–1856: Baron von Rieck
- 1856–1875: C. F. Kluge
- 1875–1906: Albert Heinrich Bolle
- 1906–1909: Robert Ollendorf
- 1909–1945: Ernst von Beyme bez. Erben
- 1946–1989: nach der Enteignung galt das Gebäude als Volkseigentum
- 1990–2007: Gemeinde Sonnenberg
- seit 2007: wieder in Privatbesitz

## Gutshof
Auf einem Urmesstischblatt von 1825 lässt sich bereits deutlich der gegenüber dem Schloss im Karree angelegte Gutshof erkennen. Neben dem Hof gehörten alle weiteren Gebäude im Dorf zum Gutsbetrieb: Eine Stellmacherei, eine Schmiede, eine Gärtnerei, der Adlerkeller, Scheunen, eine Schnitterkaserne, eine Mühle, die Brennerei sowie Wohnhäuser für die Gutsarbeiter und das Inspektorenhaus. Der landwirtschaftliche Betrieb umfasste bis 1945 ca. 700 Hektar Acker-, Wald und Weideland. Einige der ehemals zum Gutsbetrieb gehörenden Gebäude sind bis heute in veränderter Form erhalten.

## Parkanlage
Bis mindestens 1825 existierte eine barocke Parkanlage um das Herrenhau, sie ist sowohl im Schmettauschen Kartenwerk 1769 als auch im Urmesstischblatt von 1825 deutlich erkennbar. Der Gartenmode folgend wurde der Barockpark danach in einen Landschaftspark nach englischem Muster umgestaltet und umfasste das Schloss nicht mehr von drei Seiten, sondern erstreckte sich hinter dem Haus und zu dessen rechter Seite. Gegen Ende des 19. Jahrhunderts wurden im Park eine Reihe von exotischen Bäumen gepflanzt, die der Bruder des damaligen Gutsbesitzers Bolle von seinen Reisen mitbrachte. Vor der Westseite des Herrenhauses existierte eine Voliere für Pfauen, am nördlichen Rand des Parks standen eine Orangerie und ein kleines Treibhaus. Diese wurden nach 1945 vermutlich zur Baustoffgewinnung abgetragen. Das Fundament der Orangerie ist noch vorhanden, ebenso ein Brunnenbecken, das ursprünglich mit einer kostbaren Brunnenfigur „Leda mit dem Schwan“ versehen war. Nach 1945 wurde der Baumbestand des Parks weitgehend zerstört, von der ursprünglichen Anlage sind nur noch einzelne Bäume teils hohen Alters erhalten. Auch der Gehölzbestand verschwand und wurde erst in den letzten Jahren wieder angelegt. Die ursprüngliche Zufahrt zum Schloss führte mittig auf ein vor der Eingangsseite angelegtes Rondell. Im 19. Jahrhundert wurde die Einfahrt verlegt und führte nun von der rechten Seite in einem Bogen vor den Eingang. Die historische Pflasterung war bis 2008 unter aufgeschüttetem Bauschutt verschwunden und ist heute wieder freigelegt. Neben dem Park existierte ein großer Nutzgarten mit Obstbäumen und Gemüsebeeten westlich des Herrenhauses; dieser musste nach 1945 einem Bolzplatz und einem Kinderspielplatz weichen.

## Friedhof
Auf dem Rauschendorfer Dorffriedhof befindet sich noch ein Grabstein, der vom ehemaligen Familienbegräbnis der Familie von Beyme zeugt.